# Ламба
Ла́мба (ічіламба, чіламба) — народ банту у Південній Африці.
Люди ламба живуть переважно в Замбії (Північно-Західна та Центральна провінції, чисельність — 211 тис. чол. (1993) або 2,5 % населення країни) та ДР Конго (колишній Заїр). Ламба близькі до каонде.
Розмовляють мовою ічаламба (належить до південно-східних мов банту). За релігією ламба — християни (переклад Біблії у 1959 р.) та адепти традиційних культів.
Традиційні заняття — підсічно-вогневе землеробство (просо, сорго, касава). Розвинуті ремесла.
Традиційна організація влади — вождівство.
Традиційні культи — предків, віра у природні сили, тотемізм.